# پاتریک کیرش
پاتریک کیرش (انگلیسی: Patrick Kirsch؛ زادهٔ ۱ ژانویهٔ ۱۹۸۱) بازیکن فوتبال اهل آلمان است.
از باشگاه‌هایی که در آن بازی کرده‌است می‌توان به باشگاه فوتبال وهن ویسبادن و باشگاه فوتبال اس‌وی زاندهاوزن اشاره کرد.